# Ophiothamnus biocal
Ophiothamnus biocal is een slangster uit de familie Ophiacanthidae.
De wetenschappelijke naam van de soort werd in 2006 gepubliceerd door Tim O'Hara & Sabine Stöhr.